# Književnost u 1553.
◄◄ | ◄ | 1550. | 1551. | 1552. | 1553.  | 1554. | 1555. | 1556. | ► | ►►
Arhitektura • Astronomija • Glazba • Kazalište • Kiparstvo • Knjige • Književnost • Kršćanstvo • Medicina • Politika • Pravo • Promet • Slikarstvo • Znanost
Književnost u 1553.

## Hrvatska i u Hrvata

### Smrti
- 4. prosinca – Hanibal Lucić, hrvatski pjesnik, dramatik i prevoditelj (* oko 1485.)

## Vanjske poveznice
|  | Zajednički poslužitelj ima još gradiva o temi Književnost u 1553. |